# Cephalodasys dolichosomus
Cephalodasys dolichosomus is een buikharige uit de familie van de Cephalodasyidae. De wetenschappelijke naam van de soort werd voor het eerst geldig gepubliceerd in 2011 door Hummon.

## Voorkomen
De soort komt voor in het noorden van de Rode Zee.